# Allan McCabe
Allan S. McCabe (* 1920; † nach 1954) war ein australischer Badmintonspieler. Arthur McCabe war sein Bruder.

## Karriere
Allan McCabe war einer der bedeutendsten australischen Badmintonspieler in den Jahren vor und nach dem Zweiten Weltkrieg. In einer Zeit, in der sich internationale Vergleiche in seiner Heimat vorwiegend auf Wettkämpfe mit dem benachbarten Neuseeland beschränkten, gewann er in Australien von 1938 bis 1954 sechs Titel im Herreneinzel, vier im Doppel und zwei im Mixed.

## Sportliche Erfolge
| Saison | Veranstaltung                     | Disziplin    | Platz | Name                         |
| ------ | --------------------------------- | ------------ | ----- | ---------------------------- |
| 1938   | Australien: Einzelmeisterschaften | Herreneinzel | 1     | Allan McCabe                 |
| 1939   | Australien: Einzelmeisterschaften | Herreneinzel | 1     | Allan McCabe                 |
| 1948   | Australien: Einzelmeisterschaften | Herrendoppel | 1     | Allan McCabe / Arthur McCabe |
| 1948   | Australien: Einzelmeisterschaften | Herreneinzel | 1     | Allan McCabe                 |
| 1949   | Australien: Einzelmeisterschaften | Herrendoppel | 1     | Allan McCabe / Arthur McCabe |
| 1949   | Australien: Einzelmeisterschaften | Herreneinzel | 1     | Allan McCabe                 |
| 1950   | Australien: Einzelmeisterschaften | Herrendoppel | 1     | Allan McCabe / Arthur McCabe |
| 1950   | Australien: Einzelmeisterschaften | Herreneinzel | 1     | Allan McCabe                 |
| 1952   | Australien: Einzelmeisterschaften | Herreneinzel | 1     | Allan McCabe                 |
| 1953   | Australien: Einzelmeisterschaften | Mixed        | 1     | Allan McCabe / Peggy Grant   |
| 1953   | Australien: Einzelmeisterschaften | Herrendoppel | 1     | Allan McCabe / Stan Russell  |
| 1954   | Australien: Einzelmeisterschaften | Mixed        | 1     | Allan McCabe / Peggy Grant   |